# Massenmord in Las Vegas 2017

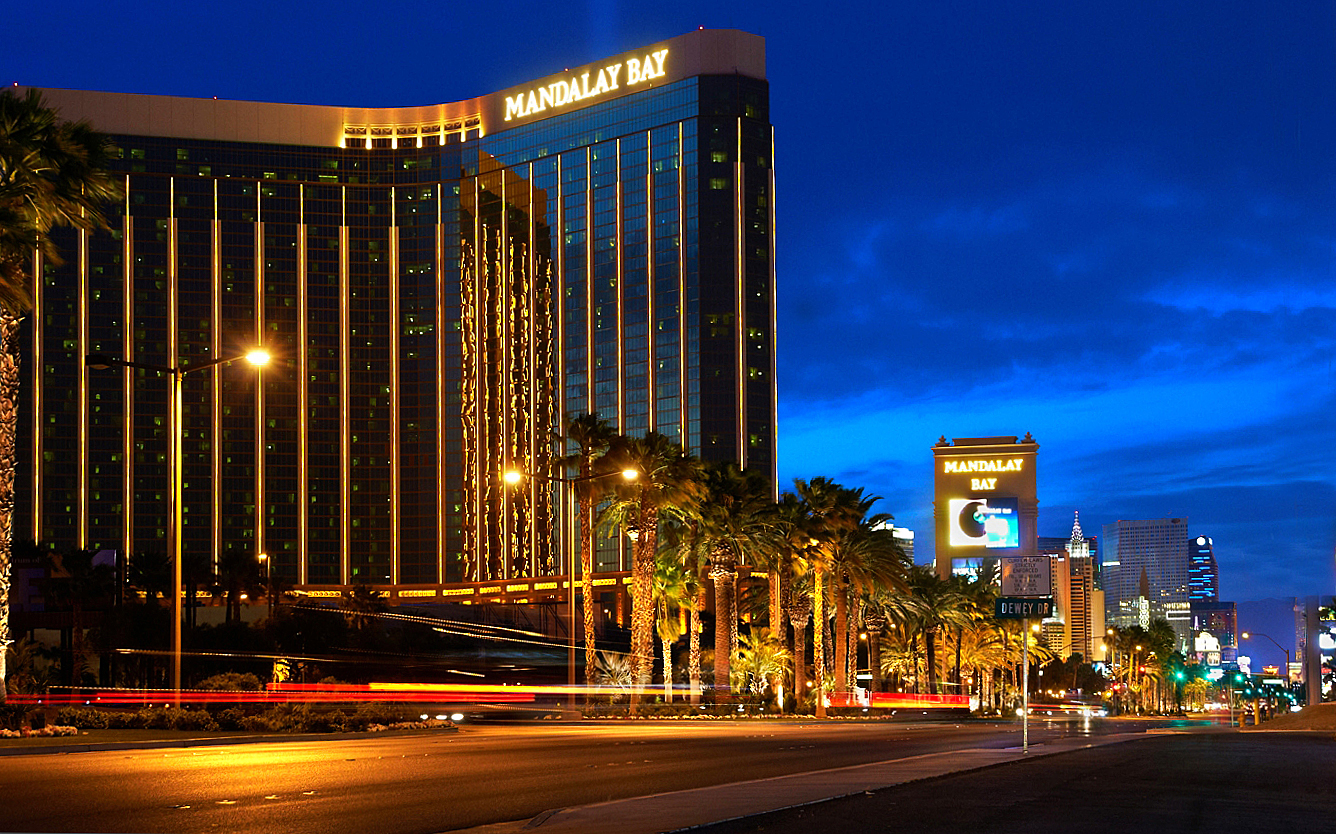
Der Täter schoss aus dem 32. Stock des 43-stöckigen Hotels Mandalay Bay (2011)

Beim Massenmord in Las Vegas am 1. Oktober 2017 handelte es sich um einen Angriff mit Schusswaffen auf Besucher eines Festivals in Paradise, einer Ortschaft unmittelbar südlich von Las Vegas. Dabei wurden ab 22:05 Uhr Ortszeit 58  Menschen getötet und ungefähr 869 verletzt, die höchste Opferzahl eines Einzeltäters in der Geschichte der Vereinigten Staaten.
Der Attentäter erschoss sich anschließend in seinem Zimmer des Hotels Mandalay Bay Resort and Casino am Las Vegas Strip, von dem aus er die Schüsse abgegeben hatte.

## Tat und Ermittlungen

### Tatort

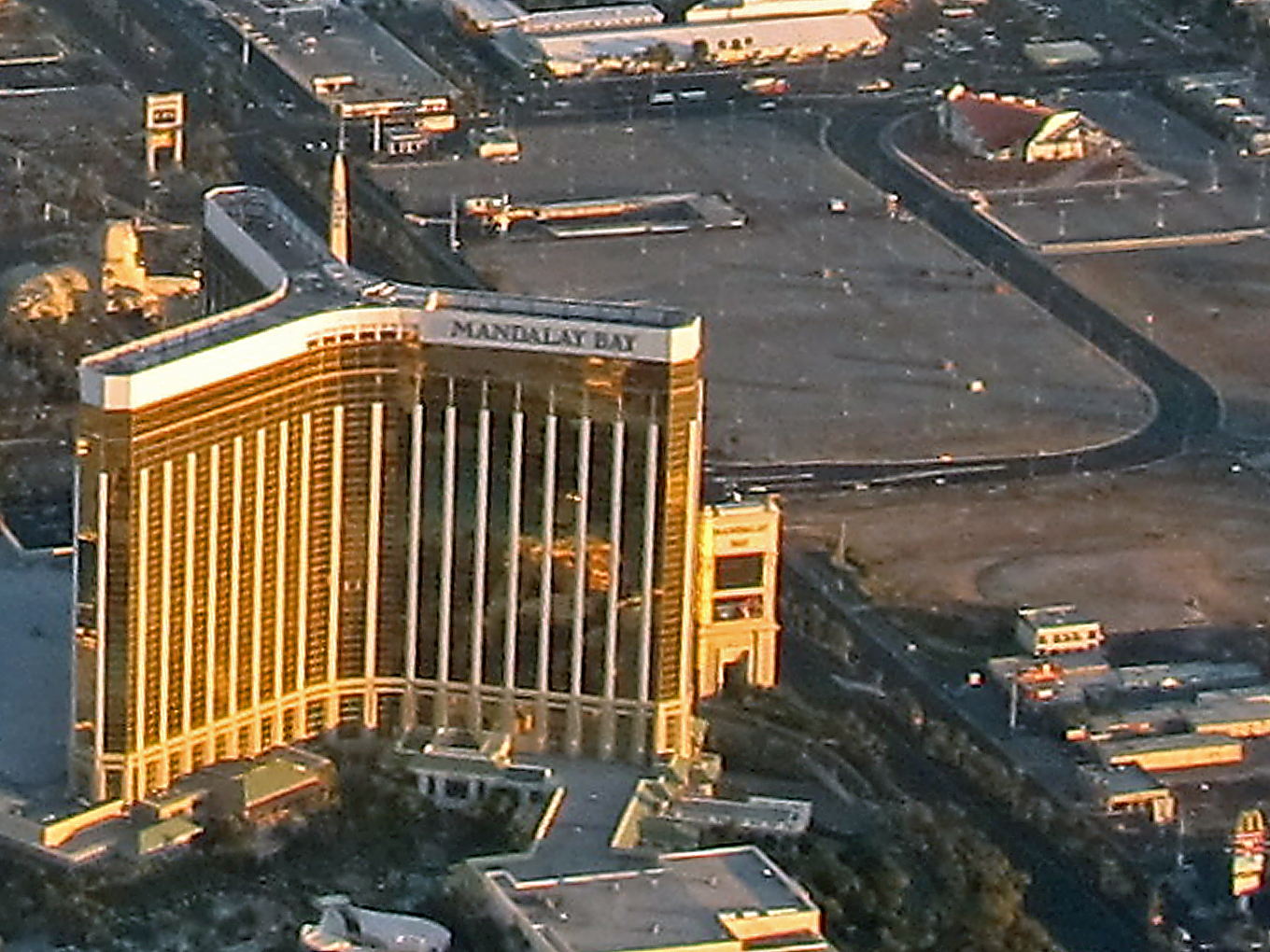
Das Mandalay Bay am Las Vegas Strip, rechts dahinter die Festivalfläche mit abgerundeter Ecke (2011)

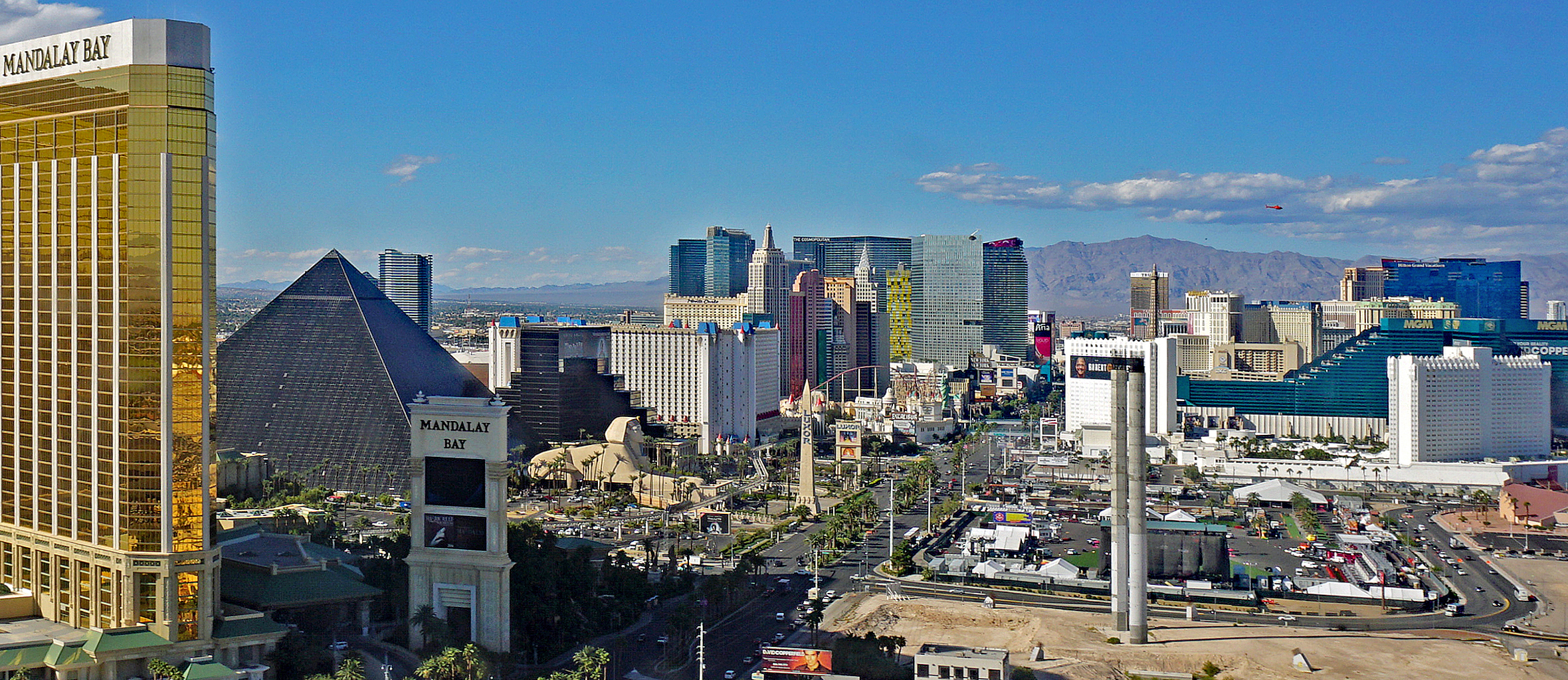
Links das Mandalay Bay, mittig der Las Vegas Strip, rechts die Festivalfläche (2017)

Die Tat geschah am letzten Abend des dreitägigen Country-Musik-Festivals Route 91 Harvest auf einem 6 Hektar großen Gelände namens Las Vegas Village, auf dem seit 2014 Musikveranstaltungen stattfanden und das zuvor als Parkplatz gedient hatte. Die Entfernung des Schützen im Hotel Mandalay Bay zum Bereich vor der Konzertbühne, in den er hineinschoss, betrug etwa 350 Meter.

### Täter
Der Massenmord wurde vom 64-jährigen Stephen Paddock verübt. Er hatte als pensionierter Buchhalter in der zum Clark County gehörenden Ortschaft Mesquite in Nevada gelebt und zuvor keine polizeilichen Einträge.
Paddock galt als spielsüchtiger, aber wohlhabender Mann (nach Angaben seines Bruders soll er Multimillionär gewesen sein), der mehrere Immobilien besaß und teilweise über Monate hinweg in Casino-Hotels residierte.

### Tathergang
Am 25. September 2017, eine Woche vor dem Angriff, bezog Stephen Paddock eine Suite im 32. Stock des Hotels Mandalay Bay. Am 29. September mietete er ein angrenzendes Hotelzimmer hinzu. Die beiden Räume lagen am Ende des nördlichen Gebäudeflügels und hatten eine Verbindungstür. Bis zum Attentat schaffte Paddock 23 Gewehre und eine Pistole nebst Munition in 21 Koffern hinein. Unter den Gewehren befanden sich 14 Waffen des Typs AR-15 und 8 Gewehre des Typs AR-10 sowie ein Repetiergewehr von insgesamt 10 verschiedenen Herstellern. Bei den 14 Gewehren des Typs AR-15 handelte es sich ursprünglich um halbautomatische Gewehre, die nach Einbau eines Bump Stocks eine viel höhere Schusskadenz ermöglichten und damit vollautomatischen Waffen ähnelten.
Am 1. Oktober begann das Konzert um 15 Uhr. Ungefähr 22.000 Besucher befanden sich an diesem Tag auf dem Festivalgelände. Um 21:40 Uhr begann der Auftritt des letzten Künstlers, Jason Aldean.

Schematische Darstellung der Schussbahn

Am selben Tag installierte Paddock eine Überwachungskamera im Türspion seiner Hotelzimmertür und zwei weitere an einem Servierwagen im Hotelflur. Außerdem verriegelte er eine Tür zwischen dem Hotelflur und dem Treppenhaus, indem er einen Winkel an den Türflügel und den Rahmen schraubte. Um 21:36 Uhr verriegelte er die Tür seiner Suite und um 21:46 Uhr die Tür des angrenzenden Zimmers. Dann schlug er mit einem Hammer in beiden Räumen jeweils ein Fenster ein. Um 22:05 Uhr begann Paddock aus einem Fenster auf die Besucher des Konzerts zu schießen. Etwa zehn Minuten lang feuerte Paddock aus den beiden Fenstern in die Menschenmenge, überwiegend in Salven von 80 bis 100 Schüssen und mit zwischenzeitlichen Pausen. Ab 22:08 Uhr gab er zwischendurch acht einzelne Schüsse auf zwei große Vorratsbehälter mit Kerosin ab, die in rund 630 Meter Entfernung fast genau in seiner Schussrichtung lagen und zum Flughafen McCarran International gehören. Zwei Schüsse trafen einen der Kerosintanks, wobei eines der Projektile die Wand des Behälters durchschlug, aber keine Explosion verursachte. Um 22:11 Uhr nahm Paddock Polizisten unter Beschuss, die sich an der Straßenkreuzung zwischen dem Hotel und dem Festivalgelände befanden, bevor er wieder in das Festivalgelände hineinschoss. Insgesamt verwendete Paddock bei dem Attentat 14 Gewehre und verbrauchte 1057 Schuss Munition. Um 22:15 Uhr endete der Beschuss. 58 Menschen wurden durch die Schüsse getötet, ungefähr 869 wurden verletzt.
Paddock feuerte zwischendurch auch mehrmals gezielt durch die geschlossene Tür seiner Suite. Ein Wachmann des Hotels namens Jesus Campos hatte kurz nach 22:00 Uhr am Ende eines Kontrollgangs den Eisenwinkel an der verriegelten Tür zum Treppenhaus entdeckt und diese Beobachtung um 22:04 Uhr an seine Einsatzzentrale im Hotel gemeldet. Diese benachrichtigte daraufhin den Mechaniker Stephen Schuck, der sich darum kümmern sollte. Um 22:06 Uhr hörte Campos Geräusche, die er für Bohrgeräusche hielt. In derselben Minute feuerte Paddock eine Salve von etwa 100 Schüssen auf das Konzertgelände. Paddock sah mit Hilfe seiner Überwachungskameras den Wachmann, als dieser den Hotelflur entlangging, und schoss durch die Tür seiner Suite auf ihn. Dabei verletzte er ihn am Bein. Campos suchte Schutz in einer Nische und informierte seine Einsatzzentrale im Hotel über die Schüsse aus Paddocks Suite. Um 22:10 Uhr kam der Mechaniker Schuck im 32. Stock an und ging mit seinem Rollwagen auf Paddocks Suite zu. Dabei hörte er Geräusche, bei denen er zuerst an einen Presslufthammer und dann an Maschinengewehrfeuer dachte. Campos rief Schuck zu, er solle in Deckung gehen. Paddock versuchte durch seine Tür auf Schuck zu schießen, verfehlte ihn aber. Schuck berichtete sofort den Beschuss mit seinem Funkgerät und sagte, man müsse die Polizei benachrichtigen.
Als Campos um 22:06 Uhr seinem Einsatzleiter Schüsse meldete, erfuhren dies auch zwei Polizeibeamte, die sich wegen eines anderen Vorfalls im Sicherheitsbüro des Hotels aufhielten. Zusammen mit zwei Sicherheitsleuten des Hotels eilten sie um 22:07 Uhr zu den Aufzügen. Es war ihnen aber noch nicht klar, in welchem Stockwerk sich der Schütze befand und ob es möglicherweise mehrere Schützen gab, weil widersprüchliche Angaben im Funk kursierten, laut denen es sich auch um den 29. oder 31. oder 33. Stock handeln konnte. Um 22:11 Uhr – kurz nachdem Schuck Schüsse gemeldet hatte – kamen zwei Polizisten und zwei bewaffnete Sicherheitsleute des Hotels im 31. Stock an und gingen in den nördlichen Flügel. Um 22:12 Uhr meldeten sie im Polizeifunk und im Hotelfunk, dass sie Maschinengewehrfeuer im Stockwerk über sich hörten. In derselben Minute kamen zwei weitere bewaffnete Sicherheitsleute des Hotels im 32. Stock an. Schuck rannte zu dieser Zeit während einer Feuerpause Richtung Gebäudemitte und traf dort auf die Sicherheitsleute. Sie harrten zusammen aus, bis wenige Minuten später die Schüsse aufhörten. Um 22:17 Uhr erreichten zwei Polizisten den 32. Stock über einen Aufzug und begannen einen anderen Gebäudeflügel abzusuchen. Schuck sah sie und informierte sie über die Position des Schützen im nördlichen Flügel. Nach dem Ende der Schüsse rannte auch Campos zur Gebäudemitte. Er traf dort auf vier Polizisten und informierte sie darüber, in welcher Suite sich der Schütze befand. Die Polizei entschied, vor der Stürmung der Suite erst das Stockwerk zu evakuieren. Mehr als eine Stunde nach den letzten Schüssen sprengte ein SWAT-Sonderkommando um 23:20 Uhr die Tür zu Paddocks Suite auf und fand den Täter tot auf. Er hatte sich mit seiner Pistole erschossen.
Bei der zeitlichen Rekonstruktion der Tat kam es zu Irrtümern und Verwechslungen. Die Polizei von Las Vegas musste ihre Angaben zur Chronologie der Ereignisse mehrmals revidieren, was Verwirrung und Zweifel an der Ermittlungsarbeit der Polizei auslöste. Am 3. Oktober hatte die Polizei noch angenommen, der Täter habe zwischen 22:08 und 22:19 Uhr geschossen, ausgehend vom Eingang der ersten Alarmmeldung bei der Polizei um 22:08 Uhr. Diese Angabe wurde am 4. Oktober korrigiert: Schüsse im Zeitraum 22:05 bis 22:15 Uhr. Sheriff Joseph Lombardo sagte am 9. Oktober, die Schüsse auf den Wachmann Campos hätten um 21:59 Uhr stattgefunden. Am 13. Oktober korrigierte er die Angabe auf „ungefähr 22:05 Uhr“, wobei immer noch unklar blieb, ob die Schüsse auf Campos zeitlich vor oder nach dem Beginn der Schüsse auf das Konzertgelände lagen. Die Angabe „21:59 Uhr“ soll angeblich aus einem handschriftlichen Protokoll des Hotels stammen, das im Nachhinein angefertigt wurde, und sich in Wirklichkeit auf den Zeitpunkt beziehen, als Campos auf die Verriegelung der Tür zum Treppenhaus aufmerksam wurde, aber das Winkeleisen auf der anderen Seite der Tür noch nicht sehen konnte. Wann die Meldungen über die Schüsse auf Campos und Schuck in der Einsatzzentrale der Polizei ankamen und wie sie dort verarbeitet wurden, ist unklar. Im Abschlussbericht des LVMPD finden sich dazu keine Angaben, obwohl die Schüsse auf Campos und Schuck bedeutsam für die Rekonstruktion der Ereignisse sind. Auf der ersten Seite des zusammenfassenden Überblicks (Executive Summary) im Abschlussbericht der Polizei werden Campos 12-mal und Schuck 6-mal namentlich genannt.

### Opfer
Infolge des Anschlags kamen 58 Menschen im Alter von 20 bis 67 Jahren ums Leben, den Täter nicht mitgerechnet. Nach dem Attentat lagen 20 Leichen im Bereich vor der Konzertbühne. Vier Leichen wurden neben dem Zelt zur medizinischen Versorgung gefunden und sieben Leichen in der unmittelbaren Umgebung des Festivalgeländes. Bei den anderen 27 wurde der Tod in Krankenhäusern in der Umgebung festgestellt. Die meisten der 58 Opfer starben sofort oder noch in der Nacht. Das letzte Todesopfer verstarb am 3. Oktober. Zur Zahl der Verletzten konnte das Las Vegas Metropolitan Police Department (LVMPD) nur ungefähre Angaben machen: Ungefähr 869 Menschen seien verletzt worden, davon ungefähr 413 durch Geschosse oder Splitter. Das LVMPD rechnet darüber hinaus alle rund 22.000 Besucher des Konzerts zu den Opfern. Es ist davon auszugehen, dass viele Konzertbesucher sowie etwa Passanten am Las Vegas Strip und mitbetroffene Angehörige erheblich traumatisiert wurden.

### Motivsuche
Polizei und FBI gingen von Paddock als Einzeltäter ohne extremistischen Hintergrund aus. Laut FBI stand die Tat nicht in Zusammenhang mit einer Terrororganisation. Bei der Durchsuchung der Wohnung Paddocks in Mesquite ergaben sich keine Hinweise auf ein mögliches Motiv, es wurden allerdings 19 weitere Waffen, mehrere Tausend Schuss Munition und Material zum Bau von Sprengsätzen gefunden. Außerdem fanden Ermittler in seinem Auto im Parkhaus des Hotels ca. 23 kg Sprengstoff und weitere 1600 Schuss Munition.
Paddock hatte bereits im August 2017 ein Zimmer in Chicago mit Blick auf das Lollapalooza-Festival sowie im September eine Wohnung in Las Vegas mit Blick auf das Life-is-Beautiful-Musikfestival angemietet, was auf früher geplante Taten hindeutet. 2011 hatte Paddock einen Zivilprozess gegen das Casino-Hotel The Cosmopolitan in Las Vegas geführt, weil er im dortigen Casino ausgerutscht war. Im Rahmen der Ermittlungen und auf der Suche nach einem Motiv für das Massaker in Las Vegas wurden Gerichtsdokumente über diesen Prozess an das FBI übergeben. Paddock bezeichnete sich laut den Akten selbst als „größten Videopoker-Spieler der Welt“. Er habe „14 Stunden am Tag gespielt, 365 Tage im Jahr, pokere die ganze Nacht und schlafe tagsüber“. Paddock gab auch an, Valium gegen Angstzustände zu nehmen.

## Reaktionen

### Kommentare
Politische Reaktionen folgten in den Stunden nach der Tat durch vielerlei Kanäle. So sprach Präsident Donald Trump über Twitter sein Beileid und Mitgefühl aus, ebenso tat dies der ehemalige Präsident Barack Obama. Brian Sandoval, der Gouverneur von Nevada, sprach von einem „tragischen und schrecklichen Akt der Gewalt“. Aus Deutschland sprach Regierungssprecher Steffen Seibert seine Fassungslosigkeit aus; der Bundespräsident und die Bundeskanzlerin bekundeten in Kondolenzschreiben an den US-Präsidenten ihr Beileid. Außenminister Sigmar Gabriel erklärte, seine Gedanken seien bei den Menschen und Angehörigen in Las Vegas.
Die in den USA einflussreichen Late-Night-Talkmaster thematisierten nicht nur den Schrecken der Tat, sondern äußerten sich auch politisch. Unter anderem Stephen Colbert und Trevor Noah beklagten die immer gleiche Routine der Beileidsbekundungen und Gebetsaufrufe nach Schießereien und riefen zur Verbesserung der Schusswaffenkontrolle auf. Besondere Aufmerksamkeit erregte der sehr emotionale Eröffnungsmonolog von Jimmy Kimmel, der in den sozialen Medien millionenfach geteilt wurde. Darin ging er ebenfalls auf die mangelnde Gesetzgebung ein und klagte Abgeordnete und Waffenlobby an, entsprechende Gesetze zu blockieren.
Die islamistische Terrororganisation „Islamischer Staat“ (IS) beanspruchte die Tat über den Propagandakanal Amaq für sich und gab an, der Täter sei vor mehreren Monaten zum Islam konvertiert, ohne jedoch Beweise für einen Zusammenhang oder Hintergrundinformationen über den Täter vorzulegen. Die Behörden bezweifelten diese Angaben. Sie stuften das Massaker nicht als Terroranschlag ein und sahen weder einen Bezug zum IS noch zu anderen Extremisten. Auch der Suizid Paddocks widerspricht der Ideologie der islamistischen Terrororganisation und dem typischen Verhalten von IS-Attentätern, die entweder beim Zünden von Sprengstoff sterben oder sich von Sicherheitskräften erschießen lassen. Terrorismusexperten vermuteten hinter dem Bekenntnis lediglich den Wunsch der in Syrien und im Irak stetig an Einfluss verlierenden Terrororganisation, möglichst „im Gespräch zu bleiben“.
Der US-amerikanische Rapper Eminem thematisiert den Massenmord in dem Musikvideo zu seinem Song Darkness und kritisiert die Waffengesetze in den USA.

### Waffengesetze
Nach dem Attentat stiegen an der Börse die Aktienkurse von Waffenherstellern. Vermutlich gingen Anleger davon aus, dass als Reaktion auf die Tat vermehrt Waffen gekauft werden. Der 2. Zusatzartikel zur Verfassung der Vereinigten Staaten verbietet der US-Bundesregierung, das Recht auf Besitz und Tragen von Waffen einzuschränken. Derweil forderten Politiker der Demokraten erneut schärfere Waffengesetze. So plädierten mehrere demokratische Senatoren für ein „tieferes Nachdenken“ sowie für eine „Debatte, wie die Waffengewalt zu stoppen ist“.
Diskutiert wurden Bump Stocks, mit denen die Schusskadenz halbautomatischer Waffen erhöht werden kann. Im Gegensatz zu automatischen Waffen bzw. Maschinengewehren waren sie in den USA frei verkäuflich und zudem preisgünstig. Nach dem Attentat wurden sie stark nachgefragt, weil ein gesetzliches Verbot künftig nicht mehr ausgeschlossen schien.
Die demokratische Senatorin Dianne Feinstein, die sich seit langem für striktere Waffengesetze eingesetzt hatte, stellte erneut einen Gesetzentwurf vor, der ein Verbot von Anbauteilen vorsieht, mit denen legale Waffen leicht und billig zu verbotenen automatischen Waffen aufgerüstet werden können. Der Entwurf war nach dem Amoklauf an der Sandy Hook Elementary School im Dezember 2012 verfasst worden und wurde damals vom US-Senat mit großer Mehrheit abgelehnt. Sogar die National Rifle Association, die immer das Recht der US-Bürger auf den Waffenbesitz verteidigt hatte, sprach sich am 5. Oktober 2017 zugunsten einer strengeren Regulierung der Verkäufe von Bump Stocks aus.
Nach dem Schulmassaker von Parkland am 14. Februar 2018 mit 17 Todesopfern flammte der Protest gegen Bump Stocks erneut auf. US-Präsident Trump kündigte am 20. Februar 2018 an, das Justizministerium werde nun auf seine Anweisung für ein Verbot von Bump Stocks sorgen. Das Verbot trat am 18. Dezember 2018 in Kraft, wurde jedoch im Jahr 2024 durch den Obersten Gerichtshof aufgehoben. In der Diskussion zu dieser Gesetzesänderung wurde regelmäßig auf die Massenmorde in Las Vegas und Parkland Bezug genommen.

### Zivilklagen auf Schadensersatz
Die MGM-Gruppe wurde mit rund 2500 Zivilklagen auf Schadensersatz überzogen. Im Juli 2018 verklagte MGM ihrerseits präventiv mehr als 1000 Opfer und im Sommer 2018 insgesamt mehr als 1900 Opfer, um den Schadensersatzforderungen und der drohenden Flut von Prozessen zu entgehen. Die Hotelkette behauptete, sie trage keine Verantwortung, da die von ihr für das Konzert beauftragte Sicherheitsfirma vom US-Heimatschutz lizenziert war und über „Anti-Terror-Technologie“ verfügte; zudem sei das Festivalgelände im Vorfeld von der zuständigen staatlichen Behörde als ausreichend sicher bewertet worden. Die Kläger verwiesen bei der Frage der Verantwortung des Hotels vor allem auf die Tatsache, dass der Täter über mehrere Tage hinweg ein gewaltiges Arsenal an Waffen und Munition unbemerkt in seine Suite bringen konnte.
Das Vorgehen der Hotelkette gegen die klagenden Opfer löste weithin Empörung aus und trug MGM einen erheblichen Reputationsschaden ein, der sich auch geschäftsschädigend auswirkte. Die Hotelgruppe entschied sich deshalb für eine Änderung ihrer Strategie. Im November 2018 gab MGM bekannt, dass Vorgespräche für Verhandlungen mit dem Ziel einer außergerichtlichen Einigung geführt worden seien. Im Mai 2019 sagte MGM, die Entschädigungszahlungen könnten eine Summe von 800 Millionen US-Dollar erreichen. Davon seien 751 Millionen US-Dollar durch Versicherungen abgedeckt. Am 3. Oktober 2019 wurde eine Einigung erreicht. Die Entschädigungsleistungen werden mindestens 735 Millionen US-Dollar und bis zu 800 Millionen US-Dollar betragen, abhängig davon, wie viele Opfer Ansprüche geltend machen werden. MGM wies darauf hin, dass die Zahlungen nicht als Eingeständnis zu verstehen seien, dass das Hotel für die Schäden der Opfer verantwortlich sei.